# Yōko Sōmi
Yōko Sōmi (沢海 陽子 o 相見 よう子 Sōmi Yōko; Prefectura de Niigata, 31 de mayo de 1965) es una seiyū japonesa. Ha participado en series como Shaman King y Fullmetal Alchemist: Brotherhood, entre otras. Está afiliada a Mausu Promotion.
El 11 de febrero de 2005 se casó con el seiyū Akio Ōtsuka. El matrimonio se divorció en el año 2009.

## Papeles interpretados

### Series de anime
1992
- Yū Yū Hakusho como Atsuko Urameshi

1995
- El Hazard como Queen Diva
- Gulliver Boy como Riris
- Juuni Senshi Bakuretsu Eto Ranger como Chocolat, Nyanmar y Uri
- Los cielos azules de Romeo como Graziela Martini

1996
- Detective Conan como Chizuru y Kayoko Daimon

1997
- Pokémon como Eren, Naoya y White
- Shōjo Kakumei Utena como la Sra. Ohtori
- Speed Racer X como la madre de Meteoro/Racer

1998
- Trigun como Dominique la Cícloide

1999
- Chiisana Kyojin Microman como Fiburn y Yoko Kuji
- Jester el aventurero como el Zorro Blanco

2000
- Vandread como Buzam A. "B.C." Calessa

2001
- Cyborg 009 The Cyborg Soldier como Rosa y Sophie
- Earth Girl Arjuna como Teresa Wong
- Shaman King como Lyserg Diethel y Gei Yin
- X como Kasumi Karen
- Kirby: Right Back at Ya! como Tuff

2002
- Naruto como Kyaku
- Pokémon: Generación Avanzada como Kaed

2003
- Chrono Crusade como Rizel
- Digi-girl Pop! como Cyber Lady
- Mermaid Melody: Pichi Pichi Pitch como la madre de Kaito
- Stratos 4 como Miharu Oozora

2004
- Black Jack como Kiyomi Shimizu
- Bleach como Numb Chandelier y Yoshi
- Paranoia Agent como Michiko Sato
- Sōkyū no Fafner como Yukie Kariya

2005
- Eureka Seven como Mischa
- Paradise Kiss como Kozue Shimamoto/Rozue Shimamoto

2006
- ～Ayakashi～japanese classic horror como  Mizue Sakai
- Coyote Ragtime Show como Marciano
- Ergo Proxy como Derrida y la Narradora (episodio 15)
- Futari wa Pretty Cure Splash Star como Asuka Suzuki
- Happy Lucky Bikkuriman como Nero-Queen
- Saiunkoku Monogatari Second Series como Karin Heki

2007
- GeGeGe no Kitarō como Hone-Onna
- Kodomo no Jikan como Sae Shirai
- Kotetsushin Jeeg como Miya Kusanagi
- Mononoke como Haru Yamaguchi
- Oh! Edo rocket como Seikechi Tayama
- Yes! Pretty Cure 5 como Aracnea

2008
- Mahou Tsukai ni Taisetsu na Koto: Natsu no Sora como Mage Kawada

2009
- Fullmetal Alchemist: Brotherhood como Olivier Mira Armstrong

2011
- Pretty Rhythm: Aurora Dream como Kei

2012
- Aikatsu! como Anna Tachibana
- Pretty Rhythm: Dear My Future como Kei

2013
- Pretty Rhythm: Rainbow Live como Ritsu Renjōji

2014
- Soredemo Sekai wa Utsukushii como Miranda

2016
- Joker Game como Jane Graham (ep 8)
- Super Lovers como Mikiko Kashiwagi

2017
- Super Lovers 2 como Mikiko Kashiwagi

### OVAs
1995
- El Hazard como Queen Diva
- Gunsmith Cats como Natasha Radinov

1998
- Blue Submarine No. 6 como Freeda Verasco

2001
- Malice@Doll como Amanda@Doll
- Vandread como Buzam A. "B.C." Calessa
- X como Kasumi Karen

2004
- Stratos 4 como Miharu Oozora

2006
- Hellsing Ultimate como Zorin Blitz

2009
- Kodomo no Jikan Ni Gakki como Sae Shirai

2016
- Tenchi Muyou! Ryououki 4th Season como Mikami Kuramitsu

### Películas
1995
- Magnetic Rose como Anna

2000
- Vampire Hunter D: Bloodlust como Caroline

2006
- Bleach: Memories of Nobody como Benín

2010
- Precure All Stars DX2: La luz de la Esperanza ☆ Protege la Joya del arco iris! como Aracnea

### Videojuegos
- Dragon Knight 4 como Lydia
- Final Fantasy XII como el Juez Drace
- Fullmetal Alchemist: To the Promised Day como Olivier Mira Armstrong
- Fullmetal Alchemist and the Broken Angel como Camilla
- Galaxy Angel como Sherry Bristol
- Gears of War 3 como Samantha Byrne
- Halo 3: ODST como la Capitana Verónica Dare
- Jak and Daxter: The Precursor Legacy como Maia Archeron
- Kaitou Apricot como Azumi Mochizuki
- Kōkyō Shihen Eureka Seven: Pocket ga Niji de Ippai como Mischa
- Panzer Dragoon Orta como Evren
- Project Sylpheed como Sandra Redbird
- Resident Evil: Operation Raccoon City como Bertha/Michaela Schneider
- Shaman King: Funbari Spirits como Lyserg Diethel
- Shaman King: Soul Fight como Kanna Bismarch y Lyserg Diethel
- Tenchu: Fatal Shadows como Ayame
- Tenchu: Stealth Assassins como Ayame
- Tenchu: Wrath of Heaven como Ayame
- The Legend of Dragoon como Miranda

### Doblaje
- Batman: la serie animada como Talia al Ghul
- Batman: The Brave and the Bold como Cazadora
- Codename: Kids Next Door como Lizzie
- Grey's Anatomy como Cristina Yang
- Star Trek: Voyager como Siete de Nueve
- Star Wars: Episodio I - La amenaza fantasma como Tey How
- Veronica's Closet como Veronica "Ronnie" Chase

## Música
Interpretó el ending Atchi no Sekai wa Hotchitchi junto con Mayumi Tanaka, Jōji Yanami y Reiko Kiuchi para la serie Happy Lucky Bikkuriman.